# 丸石サイクル
株式会社丸石サイクル（Maruishi Cycle Ltd.）は、埼玉県に本社を置く企業。現在は天津富士達電動車有限公司の傘下で自転車および部品の製造・輸入を中心に、様々な事業を展開している。

## 沿革

### 石川商会
- 1894年（明治27年）- 石川賢治、貿易商石川商会創業。絹織物、段通などを輸出入する。後に自転車・オートバイ等の輸入も手がける。
- 1900年（明治33年）- 横浜本店を新築。
- 1903年（明治36年）- 横浜のボーン商会が輸入した「ミッチェル」とよぶ米国製乾電池装置付オートバイ2台を販売した。
- 1906年（明治39年）- トライアンフ製オートバイを輸入販売。
- 1909年（明治42年）- 社主の急病により会社解散。

### 丸石商会/丸石自転車
- 1909年（明治42年）- 石川商会の業務を継承する形で社員たちにより丸石商会が創業された。
- 1910年（明治43年）- 本店を旧石川商店本館に移す。英国製自転車トライアンフの不正コピー警告の広告を掲載。
- 1918年（大正7年）- 株式会社丸石商会として設立。
- 1933年（昭和8年）- 宮田（現・モリタ宮田工業）、新家（現・新家工業）、丸石の出資により国益チエン株式会社（後の大同工業）を設立。
- 2004年（平成16年）
  - 6月1日 - 丸石自転車の株式移転により、持株会社「丸石ホールディングス株式会社」を設立、同時に上場。しかしその矢先、当時の社長・石福哲夫が行った架空増資が発覚、前社長・八木芳雄が架空増資の際に行った電磁的公正証書原本不実記録の疑いで逮捕される。
  - 8月31日 - 丸石自転車の手形が1度目の不渡りとなる。
  - 9月1日 - 滋賀丸石自転車工業株式会社に自転車事業を事業譲渡。
  - 9月4日 - 丸石ホールディングスが上場廃止。
  - 9月16日 - 丸石自転車の手形が2度目の不渡りとなり、銀行取引停止処分。丸石ホールディングス及び丸石自転車が事実上の倒産。

### 丸石サイクル（旧）
- 1973年（昭和48年）12月3日 - 製造子会社として滋賀丸石自転車工業を設立。
- 2004年（平成16年）
  - 9月1日 - 丸石自転車より自転車事業を事業譲受。
  - 9月13日 - 当社株式の86 %を、阪中彰夫が率いる投資コンサルタント会社ソブリンアセットマネジメントジャパンが実質支配するロータス投資事業組合[2]が株式会社プライムシステム（後のサンライズ・テクノロジー）に譲渡。
- 2005年（平成17年）
  - 9月1日 - 株式会社丸石サイクル（旧）に商号変更。
  - 11月28日 - 本社を東京都千代田区岩本町から埼玉県吉川市に移転。

### 丸石サイクル（新）
- 1972年（昭和47年）3月16日 - 福島丸石自転車工業として設立。
- 2006年（平成18年）
  - 10月18日 - 天津富士達電動車有限公司が、福島丸石自転車工業株式会社を子会社化。
  - 10月19日 - 株式会社丸石サイクル（旧）が、子会社2社の全株式を福島丸石自転車工業に譲渡。
  - 10月20日 - 丸石サイクル（旧）が、天津富士達電動車有限公司に福島丸石自転車工業株式会社の全株式を譲渡[3]（19日の契約を取締役会が追認）。同時に、福島丸石自転車工業と丸石サイクル（旧）の間で事業譲渡契約を締結。
  - 11月1日 - 福島丸石自転車工業が、丸石サイクル（旧）より自転車事業を譲受。同時に株式会社丸石サイクル（新）に商号変更。
    - なお、自転車事業を譲渡した後の丸石サイクル（旧）は、その後社名を「株式会社ペンタくん」と改め[4]、当時ロータス投資事業組合傘下となっていたペイントハウスが保有する塗装事業を譲り受けている。
- 2009年(平成21年) - 天津富士達電動車有限公司が子会社の天津爱赛克车业有限公司に「丸石」ブランドの事業を統括する権限を委任[3]。

- 事業所: 本社、東北営業所、西日本営業所、九州営業所

### 国産ランドナーの牙城
かつてはオンロード用自転車には「エンペラー」、オフロード用自転車には「ブラックイーグル」のブランド名でリリースしていた。「エンペラー」のブランド名はツーリング用自転車に受け継がれており、他のメーカーがツーリング車の生産を打ち切る中で古き良き時代の面影を今に伝える国産ランドナーを製造し続けていることで名高い。2018年現在はオーソドックスな「ツーリングマスター」、700C (700×32C) タイヤを使用した「ツーリングコンダクター」、さらにエントリーモデルとして「ツーリングプレイヤー」の3つのラインナップを販売している。

### 子ども乗せ専用自転車のパイオニア
子ども乗せ専用自転車「ふらっか～ず」を製造販売。